# Martin Mádl
Martin Mádl (* 4. April 1967 in Prag) ist ein tschechischer Kunsthistoriker.

## Leben
Martin Mádl studierte Kunstgeschichte an der Karls-Universität zu Prag, wo er 2003 promoviert wurde. Von 1993 bis 2008 war er als Kurator für Glas und Keramik am Tschechischen Nationalmuseum tätig und als solcher 1997 Mitkurator der Ausstellung A Thousand Years of Czech Culture: Riches from the National Museum in Prague in Winston-Salem, North Carolina. Am Nationalmuseum war er auch für die Sammlung historischer Apotheken zuständig und verfasste die zugehörigen Museumsführer. 2003 wurde er am Institut für Kunstgeschichte der Akademie der Wissenschaften der Tschechischen Republik aufgenommen. 2006 war er Mitgründer der europäischen Forschungsgruppe BCPCE – Baroque Ceiling Painting in Central Europe zur Erforschung und Katalogisierung barocker Deckenmalerei in Mitteleuropa. Dieser sitzt er seit 2022 als Präsident vor. Zugleich ist er Projektbeirat beim Vorhaben Corpus der barocken Deckenmalerei der Bayerischen Akademie der Wissenschaften.
Unter dem Dach des Instituts für Kunstgeschichte der Akademie der Wissenschaften der Tschechischen Republik betreute Mádl bis 2013 die Erfassung der Deckengemälde des Tessiners Carpoforo Tencalla (1623–1685) und von dessen Cousin und Schüler Giacomo Tencalla (1644–1689) in Böhmen und Mähren. Bis 2016 leitete Mádl die Katalogisierung von Deckengemälden in den dortigen Benediktinerklöstern des 17. und 18. Jahrhunderts. Im Anschluss an dieses Projekt verantwortet er nun die entsprechende Bestandsaufnahme in Häusern der Jesuiten.
Mádls Forschungsschwerpunkt liegt auf der Wand- und Deckenmalerei des Barock in Mitteleuropa.

## Publikationen

### Monographien und Herausgeberschaften
- Hrsg. mit Herbert Karner: Pfarrkirchen. Katholische und lutherische Sakralräume und ihre barocke Ausstattung. Artefactum, Prag 2021, ISBN 978-80-88283-65-2.
- Hrsg. mit Radka Heisslerová, Michaela Šeferisová Loudová, Štěpán Vácha: Benediktini I–II. Barokní nástěnná malba včeských zemích. Academia, Prag 2016, ISBN 978-80-200-2621-7.
- Hrsg.: Tencalla I–II. Barokní nástěnná malba v českých zemích. 2 Bände. Artefactum, Prag 2012–2013. ISBN 978-80-86890-61-6
- Hrsg. mit Michaela Šeferisová Loudová, Zora Wörgötter: Baroque Ceiling Painting in Central Europe, Barocke Deckenmalerei in Mitteleuropa, Proceedings of the Internation Conference, Brno - Prague, 27th of September - 1st of October 2005. Artefactum, Prag 2007, ISBN 80-86890-14-7.
- (Hrsg. mit Anke Schlecht, Marcela Vondráčková): Detracta larva juris naturae, Studien zu einer Skizze Wenzel Lorenz Reiners und zur Dekoration der Klosterbibliothek in Břevnov (= Opera minora historiae artium, 2). Artefactum, Prag 2006, ISBN 80-86890-09-0.
- Exhibition of Historical Pharmacies, A Guidebook. Národní muzeum, Prag 2001, ISBN 80-7036-087-9.
- Ausstellung historischer Apotheken, Museumsführer. Národní muzeum, Prag 2001, ISBN 80-7036-088-7.
- Expozice historických lékáren, Průvodce. Národní muzeum, Prag 1999, ISBN 80-7036-054-2.
- Hrsg. mit Paula Locklair, Margaret Vincent et al.: A Thousand Years of Czech Culture. Riches from the National Museum in Prague. Old Salem, Winston-Salem (North Carolina) 1996, ISBN 1-879704-02-1.

### Aufsätze (Auswahl)
- Barokní umění v českých zemích jako médium řádové propagandy, in: Opuscula Historiae Artium 68/2 (2019), S. 214–229.
- Schodiště před malostranským kostelem Panny Marie Vítězné, in: Věstník Klubu Za starou Prahu 49/1 (2019), S. 4–13.
- “Iconomysticism” of Jacob Masen and Decoration of Pilgrim Church at Holy Hill near Olomouc, in: Ars: časopis Ústavu Dejín Umenia Slovenskej Akadémie Vied 47 (2014), S. 4–15.
- Giuseppe Bragalli and Bolognese ceiling painting in the Czech lands in the 17th century, in: Umění 59 (2011), S. 350–379.
- Between Meditation and Propaganda. Explicit and Implicit Religious Imagery in Baroque Ceiling Painting, in: Acta historiae artis slovenica 16 (2011), S. 11–28.
- ‘Mors et Vita, Hyems et Aestas, Longe et Prope’, Carpororo Tencalla’s Paintings in Náměšť nad Oslavou, in: Umění 59 (2011), S. 214–236.
- Giacomo Tencalla, un pitore dimenticato di Bissone e la sua opera in Boemia e in Moravia, in: Bolletino Storico della Svizzera italiana 111/2 (2008), S. 395–411.
- Giacomo Tencalla and Ceiling Painting in 17th Century Bohemia and Moravia, in: Umění 56 (2008), S. 38–64.
- Distinguishing – Similarities – Style. Carpoforo and Giacomo Tencalla in Czech Lands, in: Ars: časopis Ústavu Dejín Umenia Slovenskej Akadémie Vied 40, 2007, S. 225–236.
- Der Torso des Prager Palais' des Francesco della Chiesa, Ein Beitrag zur Geschichte der Waldsteinschen Architektur, in: Studia Rudolfina 7, 2007, S. 135–143.
- (mit Petra Zelenková) The Celebration of the Losy of Losinthal Family on the Thesis Print from 1667, in: Journal of the Lute Society of America 36, 2003 (2007), S. 49–86.
- (mit Jerzy J. Kunicki-Goldfinger) Eiland: Georg Gundelach and the glassworks on the Děčín estate of count Maximilian Thun-Hohenstein, in: Journal of Glass Studies 48, 2006, S. 255–277.
- (mit Petra Zelenková) The destruction of Piuro and the rise of the Losy of Losinthal family on the thesis broadscheet after Johann Fridrich Hess of Hesice form 1667 / Zkáza Piura a vzestup Losyů z Losinthalu na univerzitní tezi podle Jana Bedřicha Hesse z Hesic z roku 1667, in: Bulletin of the National Gallery in Prague 12/13, 2003, S. 6–24, 110–123.

### Buchbeiträge (Auswahl)
- Rivalry and Inspiration, The Jesuits and Other Religious Orders in the Czech Lands after 1620, in: Kateřina Horníčková, Michal Šroněk (Hrsg.), Jesuit Art and Czech Lands, 1556–1729: Missionizing through the Arts, Lexington Books, Lanham, Boulder et al. 2023, S. 315–362. ISBN 978-1-6669-0586-1
- The Palace of Prince-Bishop Carl II of Lichtenstein-Castelcorn in Olomouc and its Decoration, in: Stephan Hoppe, Herbert Karner, Heiko Laß (Hrsg.), Deckenmalerei um 1700 in Europa, Höfe und Residenzen, Hirmer, München 2020, S. 144–159. ISBN 978-3-7774-3638-8
- Heiligkreuzlegenden in der böhmischen Wand- und Deckenmalerei des 17. und 18. Jahrhunderts, in: Carla Heussler, Sigrid Gensichen (Hrsg.), Das Kreuz, Darstellung und Verehrung in der Frühen Neuzeit (= Regensburger Studien zur Kunstgeschichte 16), Schnell & Steiner, Regensburg 2013, S. 262–286. ISBN 978-3-7954-2643-9
- Images of Turks in the Baroque Ceiling Decorations of the Czech Lands and Their Central European Context, in: Eckhard Leuschner, Thomas Wünsch (Hrsg.), Das Bild des Feindes, Konstruktion von Antagonismen und Kulturtransfer im Zeitalter der Türkenkriege: Ostmitteleuropa, Italien und Osmanisches Reich, Gebrüder Mann, Berlin 2013, S. 95–114. ISBN 978-3-7861-2684-3
- I soffitti barocchi bolognesi in Boemia, in: Sabine Frommel (Hrsg.), Crocevia e capitale della migrazione artistica: forestieri a Bologna e bolognesi nel mondo (secolo XVIII), Bononia University Press, Bologna 2013, S. 343–364. ISBN 978-88-7395-823-9
- Pozzo without Pozzo in Bohemia, in: Herbert Karner (Hrsg.), Andrea Pozzo (1642–1709), Der Maler-Architekt und die Räume der Jesuiten, Verlag der Österreichischen Akademie der Wissenschaften, Wien 2012, S. 129–138, 208–211. ISBN 978-3-7001-7200-0
- Quadratura in Bohemia, Reception and Adaptations, in: Matthias Bleyl, Pascal Dubourg Glatigny (Hrsg.), Quadratura, Geschichte – Theorie – Technik, Deutscher Kunstverlag, Berlin 2011, S. 165–178. ISBN 978-3-422-07063-9
- “Picturae elegantes” in der Prager St.-Ignatius-Kirche und der Maler Johann Ezechiel Wodniansky, in: Petronilla Cemus (Hrsg.), Bohemia Jesuitica 1556–2006, Karolinum Press, Prag 2010, Bd. 2, S. 1387–1408. ISBN 978-80-246-1755-8